# Synallaxis cabanisi
Synallaxis cabanisi е вид птица от семейство Furnariidae. Видът е почти застрашен от изчезване.

## Разпространение
Видът е разпространен в Боливия, Бразилия и Перу.